# Gyülekező fellegek
A Gyülekező fellegek a 2009-ben megjelent tizenkettedik kötete Az Idő Kereke sorozatnak. Robert Jordan és Brandon Sanderson közösen jegyzik, ugyanis Jordan a könyv írása közben meghalt, terjedelmes hátrahagyott jegyzetei alapján Sanderson fejezte azt be. 50 fejezetből, egy prológusból és egy epilógusból áll. A kötet borítóján Egwene al'Vere küzd egy rakennel.
Jordan eredeti szándéka szerint a sorozat egyetlen nagy, "A Fény emlékezete" című könyvvel ért volna véget. Azonban a hatalmas terjedelmű hátrahagyott kéziratra és minden szál elvarrására tekintettel özvegye, Harriet Rigney, kiadója, a Tor Books, és Brandon Sanderson úgy döntöttek, szétszedik az anyagot három könyvre, és ebből az első kapta a "Gyülekező fellegek" címet.

## Cselekmény
|  | Alább a cselekmény részletei következnek! |

Ez a kötet két központi karakter köré épül: Rand és Egwene köré. Ugyan más főhősök, Perrin és Mat is megjelennek benne, az ő szereplésük jelentéktelennek mondható. Más főszereplők, mint Elayne vagy Lan Mandragoran, teljesen kimaradtak.
Rand története Arad Doman országában kezdődik, ahol megpróbálja megnyerni őket az ügyének. Nem jut sokra, mert a terjedő gonoszság, az elapadó élelmiszerforrások és az elhúzódó királyválasztás visszavetik őket. Ezalatt egy újabb Kitaszítottat, Graendalt keresi. A hozzá hűséges aes sedai-ok vallatják Semirhage-t, akit a Sötét Úr avatárjaként szolgáló Enyész, Shaidar Haran kiszabadít. Semirhage magához vesz egy különleges nyakörvet, amellyel a fókuszálni képes férfiakat lehet irányítani, és Rand nyaka köré helyezi. Ő és Elza Penfell ezután arra kényszerítik Randet, hogy kínozza meg és ölje meg Mint. Miután Rand nem tud hozzáférni az Egyetlen Hatalom saidin feléhez, hogy kiszabaduljon, mélyebbre merít, és hozzáfér az Igaz Hatalomhoz, amelyre feltehetőleg az Ishamaelhez fűződött kapcsolata miatt képes. Miután megöli Semirhage-t és Elzát, és kiszabadul, sokkal keményebb és határozottabb lesz. Ezután végre találkozik az igazi Tuonnal. Tuon érzi a sötét erőt, ami körbelengi az Újjászületett Sárkányt, ezért elutasítja az ajánlatát. Uralkodónővé nyilváníttatja magát és a Fehér Torony ellen vezeti hadseregeit, úgy gondolván, hogy Rand azoktól meríti erejét.
Graendal egy kastélyban rejtőzködik, Rand pedig, miután ezt megtudta, öröktűzzel akar végezni vele és az épülettel is. Min és Nynaeve ezen megdöbbennek, és Cadsuanéhoz fordulnak segítségért. Rand, aki nem tudja megmenteni Arad Domant se az éhezéstől, se a seanchan inváziótól, visszatér Tearba.
Közben Egwene, aki ügyesen próbált viszályt szítani a Fehér Toronyban, bajba kerül. Elaida megvádolja azzal, hogy árnybarát, és börtönbe veti, de mivel nem tudja bizonyítani vádjait, végül szabadon engedik. Verin Mathwin azonban felfedi magát előtte, mint a Fekete Ajah beépült tagja, és kihasználva a szekta esküjében rejlő joghézagot, mely szerint haláluk órájáig nem árulhatják el egymást, megmérgezi magát, és haldoklása közben felfedi Egwene előtt a Fekete Ajah minden titkát. Ekkor támadják meg a seanchanok a Fehér Tornyot. A toronyban uralkodó állapotok miatt számtalan aes sedai áldozatul esik, Egwene-t is elrabolják, és bár Siuan Sanche és társai megmentik őt, arra panaszkodik, hogy ezzel elvesztette annak az esélyét, hogy támogatókat gyűjtsön maga mellett.
A Verintől kapott információk alapján mindazonáltal elkezdi megnevezni a Fekete Ajah tagjait a lázadók között, és mindenkit újbóli eskütételre kötelez. Ötven nővért lelepleznek és kivégeznek, míg húsznak sikerül elmenekülnie. Kihasználva a csata után gyengélkedő Fehér Torony erőtlenségét, a lázadók azonnal támadást indítanak, de ekkor kiderül, hogy Elaida a seanchanok fogságába esett, így nyilvánvaló, hogy Egwene a törvényes Amyrlin Trón. Egwene kinevezi Silvianát a Krónikák Őrének, hogy ezzel gesztust gyakoroljon a Piros Ajah felé. A lázadók visszatérnek és együtt kezdik újjáépíteni a Fehér Tornyot.
Nynaeve megtalálja Tamet, Rand apját, és elviszi a fiához, hogy segítsen kitörni érzelmi zárkózottságából. Rand, amikor megtudja, hogy Cadsuane küldte őket, majdnem megöli az apját, ám amikor rádöbben, mit tett majdnem, iszonyodva magától elmenekül. Ebou Darba megy, hogy elpusztítsa az egész seanchan hadsereget, de meggondolja magát, mikor meglátja, milyen békés a város, és hogy miatta is aggódnak, amikor meglátják egészségi állapotát. Dühében és gyászában elmegy a Sárkánybércre, ahol évezredekkel korábban Lews Therin Telamon öngyilkos lett. Belefáradva abba, hogy az élete az Idő Kerekéhez és a Mintázathoz kötődik, a Choedan Kalt használva véget akar vetni minden szenvedésnek, és el akarja pusztítani a világot. Az utolsó pillanatban aztán megszólal benne Lews Therin, aki közli vele, hogy az újjászületésnek is megvan a maga oka: hogy még egyszer ne kövesse el ugyanazokat a hibákat, hanem hozza helyre azokat. Így Rand a Choedan Kal erejét a kulcsa ellen fordítja, minek következtében a tárgy megsemmisül. Rand újra képes lesz nevetni, és a Nyugat felett tornyosuló felhők felszakadoznak.
|  | Itt a vége a cselekmény részletezésének! |

## Magyarul
- Gyülekező fellegek; ford. Körmendi Ágnes; Delta Vision Kiadó, Budapest, 2012 (Az idő kereke sorozat)